# Fantôme d'Orient
Fantôme d'Orient est une nouvelle de Pierre Loti publiée en 1892.

## Résumé
Vers 1880, Pierre s'imagine la jeune Aziyadé qu'il a quittée à 18 ans à Constantinople et qu'il va retrouver 10 ans plus tard. Il s'arrête chez la reine de Bucarest puis prend l'Orient-Express, puis un paquebot sur la Mer Noire. À Constantinople, il apprend qu'Aziyadé est morte et va sur sa tombe avant de repartir.

## Adaptation théâtrale
En 2018, Florient Azoulay et Xavier Gallais écrivent et créent Le Fantôme d'Aziyadé, une adaptation d'Aziyadé et de Fantôme d'Orient.